# Lucídio Vimaranes
Lucídio Vimaranes (metà IX secolo – 922) è stato un militare portoghese; fu il secondo signore della Contea di Portucale.

## Origine
Nessuna cronaca cita gli ascendenti di Lucídio. Ma anche considerando il Patronimico, alcune fonti sostengono che fosse figlio del primo signore della Contea di Portucale, Vímara Peres, e della moglie di cui non si conoscono né il nome né gli ascendenti.

Sebbene la parentela di Lucidio non sia confermata da nessuna fonte primaria, tutti gli storici concordano sul fatto che, in base al suo patronimico non comune, fosse molto probabilmente il figlio di Vímara Peres, come lo storico spagnolo, RODRIGO FURTADO, nel suoCUANDO PORTUGAL ERA REINO DE LEÓN: UNA REGIÓN EN EL NORDESTE PENINSULAR (SIGLOS IX-XI) e lo storico medievalista portoghese, Armando de Almeida Fernandes, nel suo Portugal no Período Vimaranense (868-1128). Iª Parte.

Di Vímara Peres non si conoscono gli ascendenti. Alcune fonti sostengono che fosse figlio di Pedro Theón, un conte galiziano, vissuto nel IX secolo, nel regno delle Asturie e della moglie di cui non si conoscono né il nome né gli ascendenti.

## Biografia
Lucídio Vimaranes fu il secondo conte del Portogallo all'interno del Regno delle Asturie, che era diviso internamente in diverse province chiamate "contee". Portus Cale (dal nome della città di Portucale, l'odierna Oporto) era una di queste contee che fu incorporata nel Regno come nuova terra conquistata ad al-Andalus, nell'868.
Suo padre, Vímara Peres, ancora secondo RODRIGO FURTADO, morì nell'873, a Vama, dove teneva la corte il Re delle Asturie, Alfonso III, che secondo alcuni si trovava in Galizia, mentre secondo altri era nei pressi di Guimarães.
Lucídio Vimaranes succedette al padre, Vímara Peres, nel governo della contea, come ci conferma ancora RODRIGO FURTADO.
Nel periodo in cui governò la contea Lucídio compare come testimone in diversi documenti della Collección diplomática de la Galicia histórica (non consultata):
- n° XXV, datato 899, con Alfonso III
- n° XXXVIII, datato 915, con Ordoño II, Re delle Asturie
- n° XLI, datato 917, con Ordoño II
- n° XLV, datato 922, con Ordoño II.

Lucídio governò anche il territorio di Lugo e ripopolò la zona di Oporto.
Il documento n° XX del Portugaliae monumenta historica riporta che nel 915, Lucídio e la moglie, Gudilona, avevano donato il villaggio di Fermoselhe alla Cattedrale di Coimbra.
Lucídio compare citato nel documento n° XXV del Portugaliae monumenta historica, datato giugno 922, inerente una donazione di Ordoño II al monastero di Crestuma (oggi una freguesia del comune di Vila Nova de Gaia, sul Duero, di fronte a Oporto).
Non si conosce la data esatta della morte di Lucídio, che avvenne in quello steso anno o poco dopo.

## Matrimonio e discendenza
Lucídio aveva sposato Gudilona (morta dopo il 915). Entrambi compaiono insieme nel 915 donando Fermoselhe alla Cattedrale di Coimbra. 

Lucídio da Gudilona ebbe cinque figli:
- Teodorico Lucidiz, citato in un documento dei Documentos del cartulario del Monasterio de Celanova, datato 942 (non consultato)[5]
- Suero Lucidiz, citato in un documento dei Documentos del cartulario del Monasterio de Celanova, datato 942 (non consultato)[5]
- Aloito Lucídiz, citato in un documento dei Documentos del cartulario del Monasterio de Celanova, datato 942 (non consultato)[5]
- Rodrigo Lucidiz, citato in un documento dei Documentos del cartulario del Monasterio de Celanova, datato 942 (non consultato)[5]
- Vermudo Lucidiz, che assieme al fratello Aloito compare nel documento n° XXXI del Portugaliae monumenta historica, datato giugno 926, inerente una donazione di Ramiro, fratello del Re delle Asturie, Alfonso IV[8].

### Fonti primarie
- (LA)  Portugaliae monumenta historica.

### Letteratura storiografica
- (PT)  Portugal no Período Vimaranense (868-1128). Iª Parte
- (ES)  CUANDO PORTUGAL ERA REINO DE LEÓN: UNA REGIÓN EN EL NORDESTE PENINSULAR (SIGLOS IX-XI)